# جوزيف أ. كيمب
جوزيف أ. كيمب (بالإنجليزية: Joseph A. Kemp)‏ هو مصرفي أمريكي، ولد في 31 يوليو 1861 في كليفتون في الولايات المتحدة، وتوفي في 16 نوفمبر 1930 في أوستن في الولايات المتحدة.